# الفانسو، بخش پادبیک
الفانسو، بخش پادبیک (به لاتین: Alfonsów, Poddębice County) یک منطقهٔ مسکونی در لهستان است که در Gmina Zadzim واقع شده‌است.

## خصوصیات
الفانسو ۵۰ نفر جمعیت دارد.